# Якин, Хакан
Хака́н Яки́н (тур. Hakan Yakın, правильнее Якын; род. 22 февраля 1977, Базель) — швейцарский футболист, выступавший на позициях нападающего и полузащитника; тренер. Выступал за сборную Швейцарии.
Старший брат Хакана — Мурат Якин, в прошлом также футболист, ныне тренер.

## Клубная карьера
Родился в Базеле, учился в школе в Мюнхенштайне, пригороде Базеля. Его старший сводный брат Эртан Иризик также профессионально занимался футболом. Воспитанник базельской «Конкордии». В январе 1995 года подписал свой первый профессиональный контракт с «Базелем», за который дебютировал 12 апреля в игре против «Лозанны», выйдя на замену вместо Александра Рея на 60-й минуте и забив первым же касанием через 18 секунд. Спустя два с половиной года перешёл в «Грассхоппер», но не смог закрепиться в стартовом составе и отправился в аренду в «Санкт-Галлен» во второй половине сезона 1997/98. В январе 2001 года вернулся в «Базель», с которым завоевал дубль, выиграв национальный кубок и чемпионат. Матчем своей жизни Якин называет игру против «Ливерпуля» на групповом этапе Лиги чемпионов 12 ноября 2002 года, закончившуюся вничью 3:3. Хакан отдал три голевые передачи, а в итоге швейцарцы опередили англичан на одно очко. За границей первым клубом мог стать ПСЖ, но трансфер сорвался из-за неудачного медосмотра. Позже выступал также за «Штутгарт» и «Галатасарай», однако успехов там не добился. В сезоне 2005/06 вернулся в чемпионат Швейцарии, став игроком «Янг Бойз». В июле 2008 года подписал контракт с катарским клубом «Аль-Гарафа».
В марте 2009 года появилась информация о том, что Якин тренируется с молодёжной командой «Грассхоппер» под руководством брата Мурата, чтобы поддерживать спортивную форму. 25 июня стал футболистом «Люцерна», а спустя два года главным тренером клуба стал старший брат Хакана. В январе 2012 года перешёл в «Беллинцону», дебютировал за клуб 26 февраля, первые мячи забил 9 апреля, оформив дубль в гостевом матче с «Арау».

## Карьера в сборной
С 2000 года провёл 87 матчей за сборную Швейцарии. Ранее Якину было предложено играть за команду Турции, но он отказался по личным причинам.
1 сентября 2001 года в домашнем матче в Базеле против Югославии Якин стал одновременно героем и антигероем встречи. На 24-й минуте он открыл счёт после атаки, которую начал его брат Мурат, и прострела от Кубилая Тюркильмаза. На 44-й минуте, когда Мурат Якин должен был пробить штрафной, Хакан начал раскачивать югославскую «стенку» из игроков, за что был предупреждён, а между игроками возникла потасовка. На 64-й минуте Якин забил гол рукой в ворота, который был отменён, а самому нарушителю показали вторую жёлтую карточку и удалили с поля. Из-за поступка Якина и его последующего удаления у швейцарцев разладилась игра, а югославы сумели вырвать победу, забив дважды. Выходку Хакана Якина швейцарцы назвали «мальчишеством».
Хакан Якин принимал участие в чемпионатах Европы 2004 и 2008, а также чемпионатах мира 2006 и 2010. 11 июня 2008 года забил первый мяч в ворота сборной Турции и отказался праздновать гол, а затем упустил прекрасную возможность оформить дубль. Швейцарцы пропустили дважды и стали первой командой, потерявшей шансы на выход из группы на чемпионате Европы. Тем не менее в последнем матче Якин дважды забил в ворота португальцев. Хакан занял второе место в списке лучших бомбардиров турнира вместе с Лукасом Подольски, Романом Павлюченко и Семихом Шентюрком.
Под руководством нового тренера Оттмара Хитцфельда принял участие в семи из десяти матчей в отборочном турнире к чемпионату мира, забив один мяч в игре против сборной Израиля. 4 октября 2011 года объявил о завершении международной карьеры.